# Батык (Казахстан)
Батык (каз. Батық) — село в Шетском районе Карагандинской области Казахстана. Административный центр и единственный населённый пункт Батыкского сельского округа. Код КАТО — 356441100.

## Население
В 1999 году население села составляло 738 человек (360 мужчин и 378 женщин). По данным переписи 2009 года, в селе проживало 799 человек (396 мужчин и 403 женщины).